# Анигол
Аниго́л (осет. Анигол) — в осетинской мифологии и нартском эпосе божество пчёл, покровитель пчеловодства.

## Мифология
В осетинской мифологии Анигол считался хозяином пчёл, поэтому пчеловоды, чтобы получить обильный медовой сбор, преподносили ему после первого медосбора немного мёда. К Аниголу также обращались с просьбой защитить пасеку от животных, разбойников и дурного сглаза.
В конце августа в осетинских селениях устраивались празднества, посвящённые Сау дзуару. На этом празднике приносился в жертву приобретённый на общие средства баран и просили Сау дзуара, других лестных божеств, в том числе и Анигола быть благосклонными к жителям деревни, которые обещали всегда помнить этих божеств о их доброте.

## Источник
- Дзадзиев А. Б., Этнография и мифология осетин, Владикавказ, 1994, стр. 15 — 16, ISBN 5-7534-0537-1
- Ж. Дюмезиль, Осетинский эпос и мифология, Владикавказ, изд. Наука, 2001.